# Unnaryd

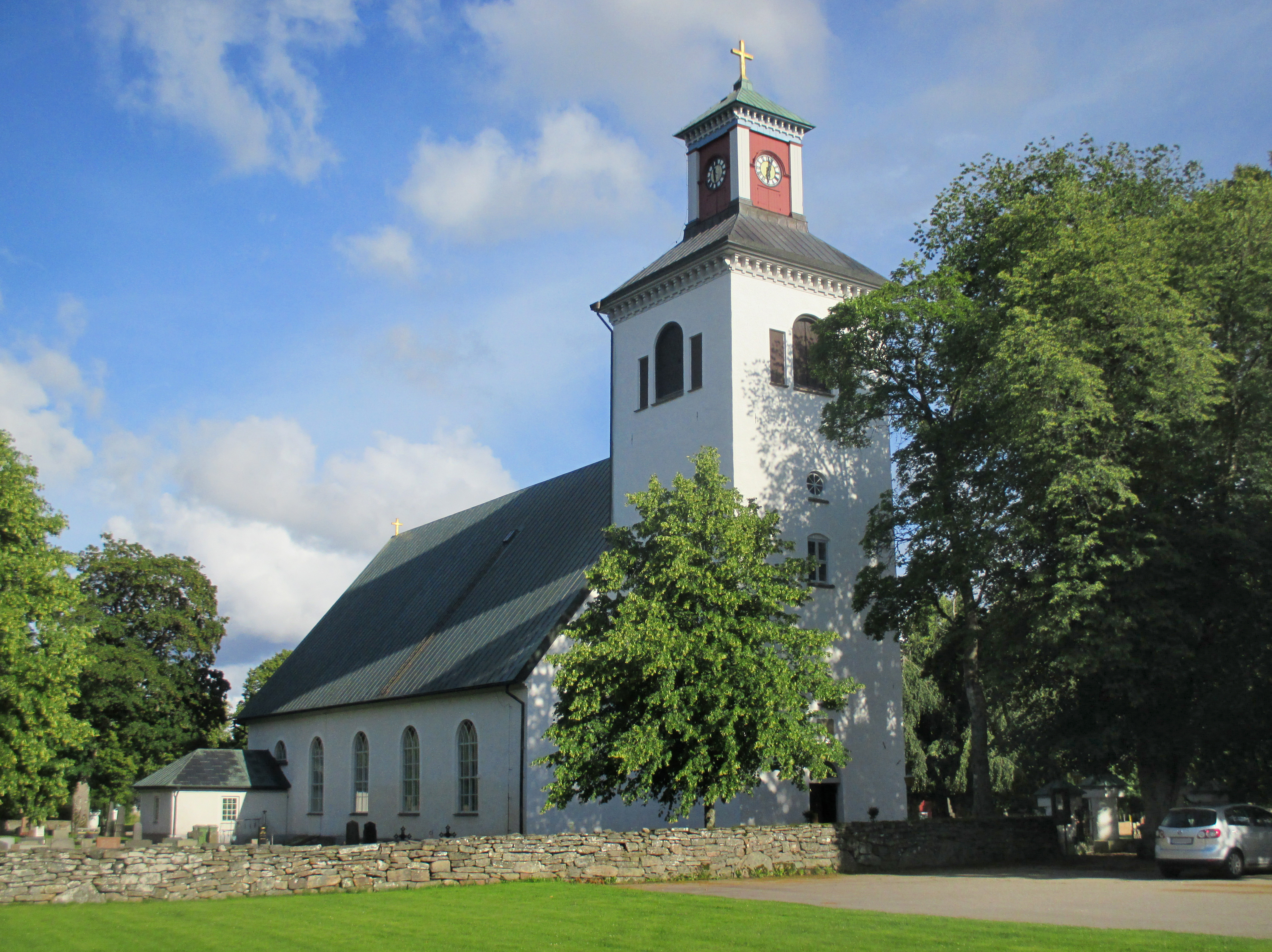
Södra Unnaryds kyrka

Unnaryd är en tätort i Södra Unnaryds distrikt (Södra Unnaryds socken) i Hylte kommun i Hallands län (Småland).

## Historia
Unnaryd var från början en kyrkby till Södra Unnaryds socken i Jönköpings län som utvecklades till ett samhälle. Orten är en belägen vid sjön Unnen och skogen Ödegärdet, även kallad Bokhultet av ortsbor. Fram till 1974 var Unnaryd centralort i Unnaryds kommun som 1974 uppgick i Hylte kommun samtidigt som länstillhörigheten ändrades till Hallands län.
Marknadstraditionen har varit lagenlig i mer än 150 år i Unnaryd. Fortfarande har man regelbundet ett flertal marknadsdagar årligen, alltid på den andra onsdagen i månaden såsom det har varit sedan 1856. Marknaden kallas för Unnaryds torg och äger för närvarande rum mellan mars och december.
Tidigt inrättades tjänst för provinsialläkare i Unnaryd. Efter hand tillkom både sjukstuga och apotek, numera nedlagt. Via ångbåt på sjön Unnen hade Unnaryd kontakt med Halmstad-Bolmens Järnväg fram till 1941. Då lades den 2 km långa sidobanan ned mellan Unnens station och Åsens station.
Mitt i Unnaryd ligger kyrkan, Södra Unnaryds kyrka, som samhället en gång byggdes upp runt och i dag finns där några av de första husen. 
I hembygdsparken, som förvaltas av Södra Unnaryd - Jälluntofta Fornminnes- och Hembygdsförening (SUJFH), ligger de kulturhistoriskt intressanta byggnaderna Bonadsmuseet, Arkivhuset, Vadmalsstampen, Alltinghuset och Sävsåsstugan. Bonadsmuseet är Sveriges enda separata museum för det sydsvenska bonadsmåleriet med verk av flera bonadsmålare från 1700- och 1800-talen, speciellt ett antal bonadsmålningar av Johannes Nilsson, som torde vara den mest välkände av samtliga bonadsmålare.

### Alebo hälsobrunn

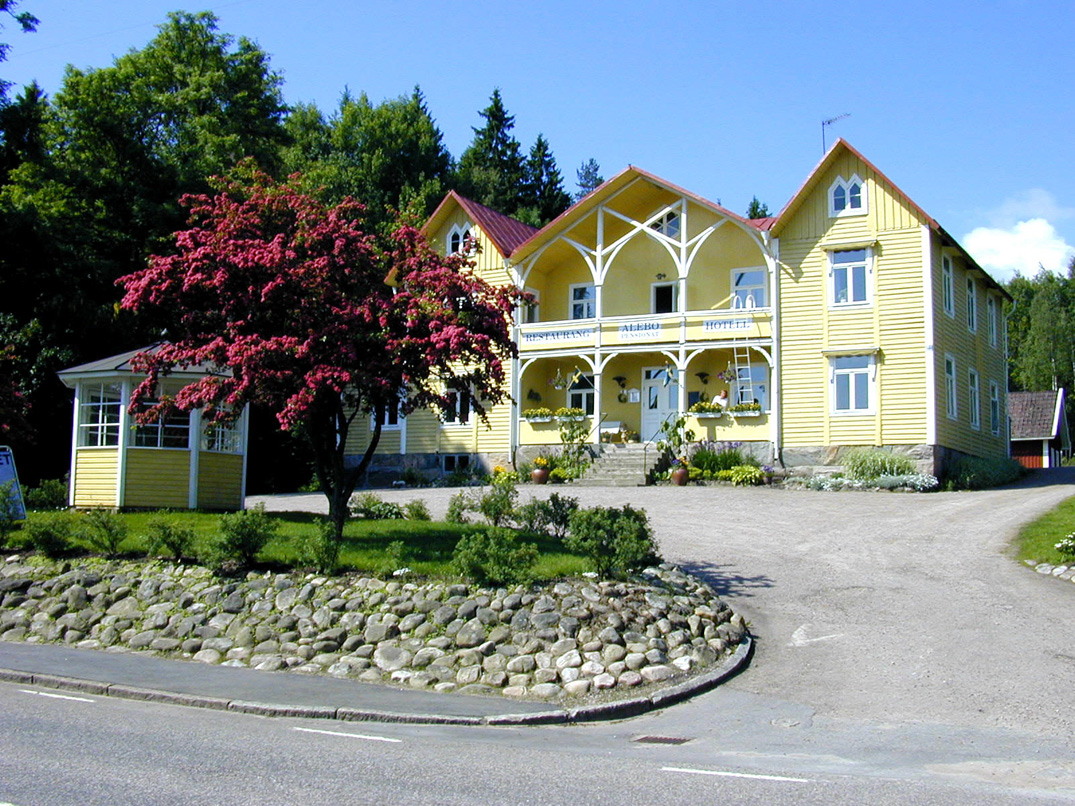
Alebo pensionat.

År 1887 inledde Alebo hälsobrunn och badanstalt sin verksamhet med att uppföra ett badhus vid Unnen. Det följdes 1889 av Brunnshotellet. Badformer som erbjöds var karbad, gyttjebad, mineralbad, tallbad, ångskåp, saltbad och dusch samt massage. Vattnet togs från den närbelägna sjön Sjättesjö och Sjättesjömosse och var bland annat järnhaltigt. Det leddes till badhuset genom självtryck. Under säsongen fanns läkare vid hälsobrunnen. Vattendrickning skedde under en timme på morgonen. Främst riktade sig verksamheten till personer med anemi och reumatism.

### Befolkningsutveckling
| Befolkningsutvecklingen i Unnaryd 1960–2020 | Befolkningsutvecklingen i Unnaryd 1960–2020 | Befolkningsutvecklingen i Unnaryd 1960–2020 | Befolkningsutvecklingen i Unnaryd 1960–2020 | Befolkningsutvecklingen i Unnaryd 1960–2020 |
| ------------------------------------------- | ------------------------------------------- | ------------------------------------------- | ------------------------------------------- | ------------------------------------------- |
|                                             |                                             |                                             |                                             |                                             |
| År                                          |                                             |                                             | Folkmängd                                   | Areal (ha)                                  |
| 1960                                        | 1960                                        |                                             | 575                                         |                                             |
| 1965                                        | 1965                                        |                                             | 638                                         |                                             |
| 1970                                        | 1970                                        |                                             | 647                                         |                                             |
| 1975                                        | 1975                                        |                                             | 740                                         |                                             |
| 1980                                        | 1980                                        |                                             | 817                                         |                                             |
| 1990                                        | 1990                                        |                                             | 783                                         | 119                                         |
| 1995                                        | 1995                                        |                                             | 748                                         | 122                                         |
| 2000                                        | 2000                                        |                                             | 776                                         | 122                                         |
| 2005                                        | 2005                                        |                                             | 760                                         | 123                                         |
| 2010                                        | 2010                                        |                                             | 759                                         | 126                                         |
| 2015                                        | 2015                                        |                                             | 823                                         | 153                                         |
| 2020                                        | 2020                                        |                                             | 781                                         | 153                                         |
|                                             |                                             |                                             |                                             |                                             |

## Samhället
I samhället finns en distriktssköterskemottagning driven av Region Halland. På orten finns förskola och grundskola årskurs 1-6. Fram till och med 2017 fanns ett mindre gymnasium, Vildmarksgymnasiet.
Orten har bibliotek, sport- och padelhall, kiosk, café, bensinmack, livsmedelsbutik, gårdsbutik och flera matställen. En badplats är belägen vid sjön Unnen. I Unnaryd finns Sveriges näst äldsta pensionat, Alebo Pensionat, och Bed & Breakfast finns inne i samhället. Lite utanför Unnaryd finns Vallsnäs camping och längre norrut finns Jälluntofta camping.
Mitt i samhället syns Södra Unnaryds kyrka som tillhör Svenska kyrkan. Det finns även en frikyrkoförsamling på orten, Unnaryds Missionskyrka.

## Näringsliv
AGES Casting AB, AGES Machining AB, Snickerifabrik, CE Produkter AB och Unnaryd Modell AB, Sverkers EL, Tiraholm fisk är några av ortens industrier.

### Bankväsende
Unnaryds sparbank grundades 1873. Den 1 oktober 1904 etablerade Jönköpings handelsbank ett avdelningskontor i Södra Unnaryd som tog över sparbankens rörelse. Denna bank togs snart över av Göteborgs handelsbank. År 1949 övertogs Göteborgs handelsbank av Skandinaviska banken som fortsatte ha ett kontor i Unnaryd under resten av 1900-talet. Detta kontor har senare lagts ner.
En ny sparbank, Södra Unnaryds sparbank, bildades 1910. Den uppgick senare i Finnvedens sparbank som senare blev en del av Sparbanken Sverige. År 1995 köptes Unnaryds sparbanks tidigare verksamhet, inklusive kontoret i Unnaryd, av Södra Hestra sparbank. År 2019 stängde sparbanken kontoret i Unnaryd.

## Idrott
Orten har ett flertal idrottsföreningar varav Unnaryds Dragkamps Klubb och Unnaryds Goif är de mest kända.

## Naturreservat
Strax norr om samhället finns Ödegärdets naturreservat, några kilometer söder om samhället finns Sjö naturreservat och ute i Bolmen ligger naturreservatet Tira öar. Nordost om samhället ligger det sedan 2013 avsatta Lunnamossens naturreservat.

## Kommunikationer
Tätorten genomkorsas av Länsväg 870 och Länsväg 876.